# 高阿难
高阿难（525年—557年），名徵，字阿难，以字行，勃海郡蓨县（今河北省衡水市景县）人，追尊齐神武帝高欢第三女，北齐公主。
高阿难虚龄九岁时，封渤海郡君，嫁北魏敷城县公世子刘洪徽。天保元年（550年），北齐建立，高阿难晉封長樂长公主。天保八年（557年）十一月，高阿难在晋阳住宅中去世，虚岁三十三，齐文宣帝高洋親自臨奠痛哭。高阿难謚號昭順，天保九年戊寅五月癸亥朔廿八日庚申（558年6月29日）葬于肆州城西南系舟山。